# Petrova vas
Petróva vás je naselje v Sloveniji.

## Zgodovina
Janez Vajkard Valvazor za to vas navaja cerkev sv. Jederti, ki je bila omenjena že leta 1526, pa danes ne obstaja več.

## Geografija
Povprečna nadmorska višina naselja je 206 m.
Pomembnejša bližnja naselja so: Otovec (2 km), Semič (5 km) in Črnomelj (6 km).
V vasi se nahaja cerkev sv. Janeza Krstnika.